# ويليام سالمون
ويليام سالمون (1644-1713) هو طبيب تجريبي وكاتب للنصوص الطبية من أصل إنكليزي. روج سالمون لنفسه باعتباره «بروفيسور في الطب». بقيت مكانة سالمون داخل المجتمع الطبي إحدى الأمور الملتبسة والمشكوك فيها. ساهم سالمون في قيادة الصيادلة لمجابهة محاولات الأطباء التحكم في صرف الأدوية، إذ لاقى نتيجة موقفه هذا استهزاء الأطباء الذين وصفوه بأنه «ملك الدجالين». وُصف سامون بأنه «شخص باهر كمروج وخبير دعاية، لكن ليس كفيلسوف».
عمل سالمون في «نسخ نصوص الآخرين وترجمتها، واختصارها وتضخيمها» لإنشاء كتب شعبية قادرة على تعزيز الممارسة على حساب النظرية، وغالبًا ما لجأ إلى تسويق أدويته الخاصة. كان سالمون مؤلفًا وفير الإنتاج في نطاق واسع من الموضوعات الطبية، وكانت أعماله مقروءة على نطاق واسع في عصره. كانت ملكية كتبه عائدة إلى عدد من الرجال المحترمين أمثال إسحاق نيوتن، ودانييل ديفو، وويليام كونغريف وصامويل جونسون.

## حياته
وفقًا للكتابة المنقوشة على أسفل صورته الموجودة في آرس أناتوميكا (1714)، وُلد ويليام سالمون في 2 يونيو 1644. لا يوجد سوى معلومات شحيحة للغاية حول نشأته وتعليمه. من المحتمل أنه سافر إلى نيو إنجلاند أو جزر الهند الغربية. ظهرت شائعات مفادها أنه تتلمذ في البداية على يد دجال متجول إذ ورث عنه مخزونه في هذه التجارة.
بدأ سالمون العمل بالقرب من بوابة سميثفيلد في مستشفى سانت بارثولوميو في لندن، حيث تمكن من جذب المرضى ممن فشلوا في تلقي العلاج داخل المستشفى. عمل سالمون في معالجة الأمراض، وتركيب الوصفات الطبية وبيعها وقراءة طالع الأبراج، بالإضافة إلى دراسته الخيمياء، إلى جانب جميع «أشكال الممارسة الطبية الشائعة في ذلك العصر». بحلول عام 1681، انتقل سالمون إلى ريد بولس في ساليسبري كورت قبالة شارع فليت ستريت. عاش بعد ذلك لفترة قصيرة في جورج يارد، قرب من بروكن وارف. في عام 1684، انتقل سالمون إلى بلو بالكوني بالقرب من جسر هولبورن، حيث استقر حتى عام 1692. بحلول عام 1698، بعد نشره آرس تشيرورغيسا، أشار سالمون إلى استقراره في غريت هاوس بالقرب من بلاك فرايرز ستيرز.
كانت الأعمال الطبية لسالمون مليئة بملاحظاته حول الحالات المختلفة، لكن من الصعب تحديد سمات ممارسته الشخصية نتيجة عدم وجود حدود واضحة لمدى اعتماده على ملاحظات المؤلفين الآخرين. مع ذلك، يمكن من خلال التركيز في كتبه ملاحظة تأكيده بشكل واضح على ميديسينا براكتيكا أو الطب العملي. أوصى سالمون باستخدام مستحضرات الأعشاب مثل «الصبغة الروحانية» المستخلصة من نبات الخزامى المجفف من أجل شفاء «النوبات الهستيرية» وككمادات من أجل علاج العضات. تشير الأوصاف التي قدمها لخرف الشيخوخة إلى ملاحظته الدقيقة: وصف سالمون أحد المرضى بأنه «ليس مجنونًا، أو مشتتًا مثل رجل في مستشفى المجانين»، بل «متدهور في حصافته». حدد سالمون الاكتئاب ووسواس المرض باعتبارهما من أعراض مراحل الشيخوخة المبكرة.
قدّم سالمون العديد من المنتجات الطبية التي تعود ملكيتها إليه بما في ذلك الحبوب، والمساحيق، والإكسير والأقراص، وفي بعض الأحيان مع تعليمات الاستخدام المصاحبة للمنتجات مثل فضائل حبوب عائلة د. ويليام سالمون واستخداماتها. استطاع من خلال كتبه المنشورة الترويج بشكل هائل لمنتجاته المختلفة.
لا تُعد طريقة الترويج والإعلان التي استخدمها ويليام سالمون (1644-1713) طريقة متروكة أو عتيقة الطراز حتى في نظر عصر الترويج للمنتجات عبر نوافذ المتاجر. لا يمكن للمثقفين الطبيين الحديثين التفوق على كتابة الأطروحات المتقنة ذات الجو المتعمق، وبأسلوب متعلم ومن ثم بيعها بأسعار باهظة، بغرض الحفاظ على النفس تحت أعين الجمهور – كرونوس، 1905.
يختلف الناقدون في آرائهم حيال أسلوب كتابة سالمون. يستخدم سالمون في كتبه خليطًا من لغة الفلسفة والكيمياء «الحديثة» ومن لغة الطب الجالينوسي الأقدم. يجادل البعض أيضًا أن هذا الخليط من المصطلحات قادر على ملاقاة قبول معتبر في ذلك الوقت بالإضافة إلى توفير «نسخة إعلانية جيدة». وُصف سالمون بأنه «حديث، وتقليدي المعرفة والتعلم وذو عقلية تجارية». وصف آخرون أسلوب سالمون باستخفاف مشيرين إلى أنه مجرد «فن خطابة سخيف».
جابه سالمون بفعالية محاولات الآخرين استخدام اسمه وعلامته في الترويج لمنتجاتهم الخاصة. نجح سالمون في التحالف مع غيره من الصيادلة الآخرين للوقوف ضد الكلية الملكية للأطباء ومنعها من «احتكار جميع ممارسات الطب وحصرها بين أيدي أعضائها» في تسعينيات القرن السابع عشر. يُعد هذا الجدل جزءًا من نزاع أكبر وأوسع بين الأطباء والصيادلة حول السيطرة على التعليم الطبي والممارسة الطبية. في هذا السياق، أمكن تصنيف كل من سالمون ونيكولاس كولبيبر كمصلحين.
كنتيجة جزئية لهذه التوترات، أصبح سالمون هدفًا للهجاء و«التنديد الجماعي». نشر الجراح جيمس يونغ كتيب ميديكاستر ميديكاتوس، أو علاج حكة آثار الجروح (1685)، الذي انتقد فيه كتابات جون براون وويليام سالمون. في عام 1699، نشر يونغ كتابه سيدروفل فابولان: أو، رمي المنجم الدجال على بطانية الذي يصف سالمون، ويستهزئ به في القصيدة البطولية الساخرة للطبيب السير صموئيل غارث، «المستوصف». تشير القصيدة الساخرة «هيرميتيك رابتشرز» إلى سالمون، بوصفه «سالمون المرقط الصغير» الذي يناضل بجد من أجل «حبوب عائلته».
ما بين ممارسته الطبية، وبيع الأدوية ومبيعات كتبه، استطاع سالمون وفقًا للافتراضات تحقيق دخل معتبر. عمل سالمون على تجميع مكتبة واسعة من الكتب، وامتلك العديد من الأدوات العلمية والرياضية بما في ذلك مجهرين وجهاز حساب معروف باسم عظام نابير. «إذا ما كان بالإمكان الحكم على المرء من خلال مكتبته، يمكن القول إن سالمون رجل واسع الاطلاع، وذو أذواق واسعة وتحررية؛ ومن المرجح أنه كان محبًا للكتب وامتلك الوسائل الكافية لإشباع حب الاقتناء لديه». بالإضافة إلى مجموعة كتبه، امتلك العديد من القطع النفسية من جزر الهند الغربية، ولوحات من هولندا، ما يشير مرة أخرى إلى حالة الثراء التي يتمتع بها.
حضر سالمون اجتماعات طائفة دينية في قاعة بائعي الجلود في لندن. من المحتمل أن هذه الاجتماعات ذات صلة بجمعية الأصدقاء، إذ نشر اعتذار لبراءة قضية الكويكرز وعدالتها، وتوضيح موجز لمبادئها في عام 1674. بين عامي 1687 و1690، أثناء فترة التوتر الديني والسياسي في عهد جيمس الثاني ملك إنجلترا، قيل إن سالمون قد غادر إنجلترا متوجهًا إلى نيو إنجلاند ومنطقة البحر الكاريبي. بعد عودته، كتب سالمون عددًا من الكتب حول مفهومي المعمودية والاستحالة اللذين كانا مدرجين في كتب الفهرس الوصفي للأصدقاء. نُشر خطاب ضد الاستحالة (1690) على شكل حوار بروتستانتي وكاثوليكي. ظهر خطاب حول معمودية الماء في عام 1700.
شملت أعمال سالمون في كثير من الأحيان صورًا شخصية، مع تفاصيل محيطة متباينة بين الطبعات. يصف جورج فيرتو عدة صور لويليام سالمون في فهرس النحاتين (1782). تُنسب صورة «ويليام سالمون، دكتور في الطب» إلى روبرت وايت التي قدمها في عام 1700، بينما يُعرف الرسام المدعو بيرنفورد «بالصورة المطبوعة لويليام سالمون، الكيميائي، من عام 1681». توجد صورة شخصية ثالثة لويليام شيروين، عائدة إلى عام 1670، وموجودة في صور الأطباء والعلماء في معهد ويلكوم لتاريخ الطب. تشمل النقوشات الأخرى نقشًا عائدًا إلى مايكل فاندرجشت إذ استلهمه من وايت.